# 芬蘭車站
芬蘭車站（羅馬化：Finlyandskiy vokzal）是俄羅斯第二大城市聖彼得堡涅瓦河北岸的一個鐵路總站，是里希邁基－聖彼得堡鐵路的終點站。地址是加里宁区列寧廣場5號。前往維堡和芬蘭的快板號列車在這裡開出。
由芬蘭鐵路興建，1870年啟用並由其營運至1918年。1917年4月3日，列寧乘火車抵達此站，此後指揮十月革命。列寧格勒圍城戰期間是當地唯一仍然使用的車站。1960年重建。
車站前的列寧像背面在2009年4月1日被炸毀。

## 接駁地鐵站
- 列寧廣場站（一號線）